# Kaimanawaponny
Kaimanawaponnyn är en hästras som lever vilt på Nya Zeeland. Rasen är ganska okänd, även för invånarna på Nya Zeeland. De härstammar från hästar som rymt eller släppts lösa på nya Zeeland under 1800-talet och har genom genetiska tester visat en stor genetisk likhet med den amerikanska Mustangen, de vilda Chincoteagueponnyerna och till forskarnas förvåning, Zebran. 
De vilda ponnyerna samlas upp en gång om året och auktioneras ut och tämjs då till ridhästar. 

## Historia
De första hästarna introducerades till Nya Zeeland så sent som 1814 av engelsmannen Samuel Marsden som även var känd för att ha introducerat kristendomen till landet. Bland importerna märktes bland annat olika brittiska ponnyraser som Dartmoorponnyn, Exmoorponnyn, olika kategorier av Welshponnyer och New Forest-ponnyn. Den första dokumentationen om vilda ponnyer i Kaimanawaområdet skulle inte ske förrän 62 år senare, år 1876. 
Det sägs att Exmoorponnyer hade släppts fria någon gång under den här tiden som bör ha korsats in med de vilda hästarna. Dessa bör sedan ha blandats ut med övriga hästar av importerad eller inhemsk stam som rymt eller släppts fria sedan tidigare. Det sägs även att de vilda hästarna förädlades något under 1960-talet med hjälp av arabiska fullblod. Men många bönder uppskattade inte hästarna som ofta förstörde plantagerna och hästarna fångades in och tämjdes eller sköts helt enkelt av. Hästarna sjönk drastiskt i antal. 
Först 1981 fick de vilda hästarna skyddad status och antalet hästar ökade gradvis igen. 1997 startades en officiell förening för Kaimanawan som arbetar för att bevara och skydda de vilda hästarna, samt öka intresset för rasen som fungerande ridhäst. Föreningen lät hästarna testas genetiskt och hästarna visade sig ha samma genetiska uppbyggnad som de amerikanska mustangerna och Chincoteagueponnyerna. Mest häpnadsväckande var den starka genetiska koppling som rasen hade med Zebran. Genom DNA-proverna kunde man även hitta släktskapet med de brittiska ponnyraserna. 
Idag finns ca 1 500 vilda hästar och de är ständigt hotade under de årliga insamlingarna då man ofta säljer av så många hästar att det är osäkert om de vilda flockarna klarar sig med så få hästar som blir kvar. 

## Egenskaper
Kaimanawaponnyerna har utvecklats i bergigt gräslandskap med liten inblandning av människans hjälp. De är tåliga mot tufft klimat och är naturligt sunda. De är kända för sitt lugna, nyfikna humör. De anses ha mest likhet med de engelska Exmoorponnyerna och de arabiska influenserna syns tydligt hos vissa exemplar. Hästarna är relativt välmusklade och tämjda hästar som får bättre skötsel brukar hålla en riktigt hög kvalitet. Tämjda hästar har även visat sig vara utmärkta ridhästar som även passar som barnhästar på grund av sin storlek och sitt lugna, lätthanterliga temperament. 
Ponnyernas mankhöjd varierar kraftigt och det finns exemplar som är över den tillåtna mankhöjden för ponny, 148 cm och kallas därför stor häst. Medelhöjden på rasen ligger dock mellan 130 och 140. Alla färger är tillåtna på rasen men de vanligaste färgerna är bruna eller fuxar, en del med typiska primitiva tecken som finns hos Dartmoorponnyerna som t.ex. ljusare hud och päls runt ögonen, mulen och på buken. Pälsen är något sträv och glanslös men ger utmärkt skydd till ponnyerna. Man och svans är tjock och kraftig.